# Alex Christensen
Alex Jörg Christensen, más conocido por Alex Christensen, Alex C., Alex Swings! o Jasper Forks, es un compositor, productor, y DJ de música dance nacido el 7 de abril de 1967 en Wilhelmsburg, Hamburgo, Alemania.

## Biografía
Alex C. formó parte del proyecto U96 de música dance. Él colabora con frecuencia con Yasmin Knock que conoció como juez en la segunda edición de Popstars. Christensen representó a Alemania en el Festival de la Canción de Eurovisión 2009 en Moscú junto con Oscar Loya, cantando "Miss Kiss Kiss Bang", donde alcanzaron el 20° lugar con 35 puntos. En 2010 adoptó el nombre de Jasper Forks para prodcir Piano House consiguiendo gran éxito con las canciones "River Flows in You", que llegó al top 10 de la mayoría de las listas europeas y "Alone".

## Discografía
- 1992: Das Boot
- 1993: Replugged
- 1995: Club Bizarre
- 1996: Heaven / Best of '96
- 1999: In the Mix
- 2000:	Best of 1991-2001
- 2006:	Out of Wilhelmsburg
- 2008: Euphorie (feat. Y-Ass)

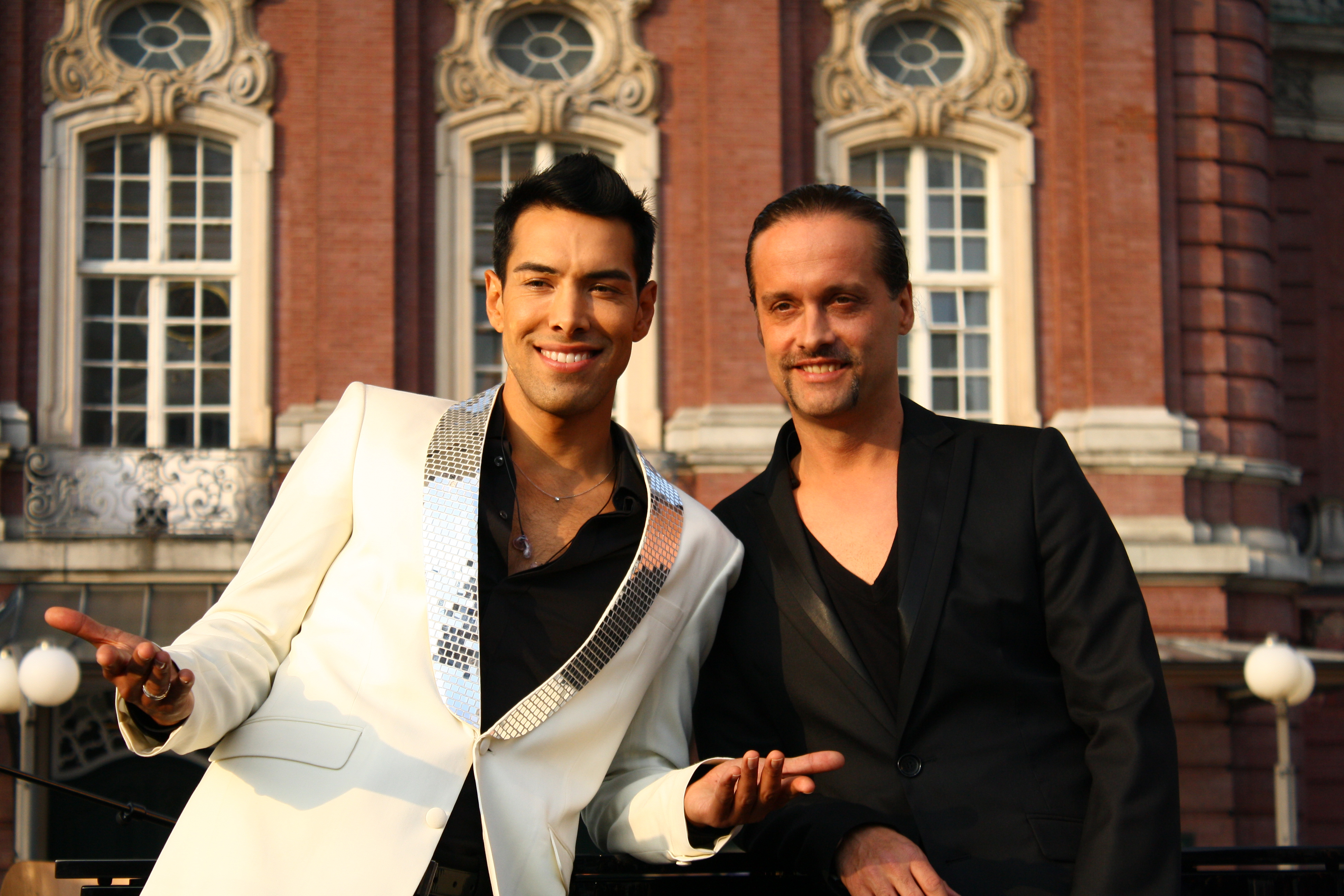
Christensen y Oscar Loya, miembros de Alex Swings Oscar Sings!, en mayo de 2009.

- 2009:	Heart 4 Sale (como Alex Swings Oscar Sings!)